# Lasoki (Żory)
Lasoki – peryferyjna część miasta Żory, położona w rejonie ulicy Lasoki, na południowy zachód od centrum Żor. 